# Xa lộ Liên tiểu bang 93
Xa lộ Liên tiểu bang 93 (tiếng Anh: Interstate 93 hay viết tắt là I-93) là xa lộ liên tiểu bang nằm trong vùng Tân Anh của Hoa Kỳ. Điểm đầu phía nam của nó nằm ở Xa lộ Liên tiểu bang 95 trong thị trấn Canton, Massachusetts thuộc Vùng đô thị Boston; điểm đầu phía bắc của nó ở Xa lộ Liên tiểu bang 91 gần St. Johnsbury, Vermont. Đây là một trong số ba xa lộ liên tiểu bang dòng chính mà toàn bộ con đường nằm bên trong các tiểu bang Tân Anh. Hai xa lộ kia là I-89 và I-91.  Các thành phố lớn nhất nằm dọc theo con đường của nó là Manchester, New Hampshire, Concord, New Hampshire và Boston, Massachusetts.
Trong phần lớn chiều dài của nó, Xa lộ Liên tiểu bang 93 gián tiếp chạy song song với Quốc lộ Hoa Kỳ 3. Đặc biệt trong tiểu bang New Hampshire, hai xa lộ này có một số nút giao thông lập thể với nhau cũng như chạy trùng với nhau khi đi qua Công viên Tiểu bang Đèo Franconia.

## Mô tả xa lộ
|           | dặm    | km     |
| --------- | ------ | ------ |
| MA        | 46,19  | 74,33  |
| NH        | 131,39 | 211,45 |
| VT        | 11,10  | 17,86  |
| Tổng cộng | 188,68 | 303,65 |

### Massachusetts
Xa lộ Liên tiểu bang 93 bắt đầu tại phía nam tại lối ra 12 của I-95 tại Canton. I-93 bắt đầu cùng biển dấu với Quốc lộ Hoa Kỳ 1 đi hướng bắc. Tại điểm giao cắt này, I-95 chiều hướng bắc chạy theo hướng tây bắc (có biển dấu chung với Quốc lộ Hoa Kỳ 1 chiều đi hướng nam cũng như Xa lộ 128 bắt đầu tại nút giao thông này) để phục vụ như xa lộ vành đai quanh thành phố Boston trong khi đó I-95 chiều hướng nam chạy một mình về hướng tây nam qua các khu ngoại ô tây nam của thành phố Boston về hướng tiểu bang Rhode Island.
Mấy dặm đầu tiên của I-93 chạy theo hướng đông qua các khu ngoại ô phía nam của thành phố Boston. Tại Randolph, I-93 gặp điểm cuối phía bắc của Xa lộ Massachusetts 24 (Xa lộ cao tốc Sông Fall /Xa lộ Tưởng niệm Cựu chiến binh Mỹ) ở Lối ra 4. I-93 tiếp tục hướng đông vào trong Braintree, liên đổi đường với Xa lộ Massachusetts 3, một xa lộ cao tốc chính nối thành phố Boston đến Cape Cod ở Lối ra 7. Xa lộ 3 chiều hướng Bắc nhập vào I-93 và Quốc lộ Hoa Kỳ 1, và xa lộ quay lên hướng  bắc đến thành phố Boston.

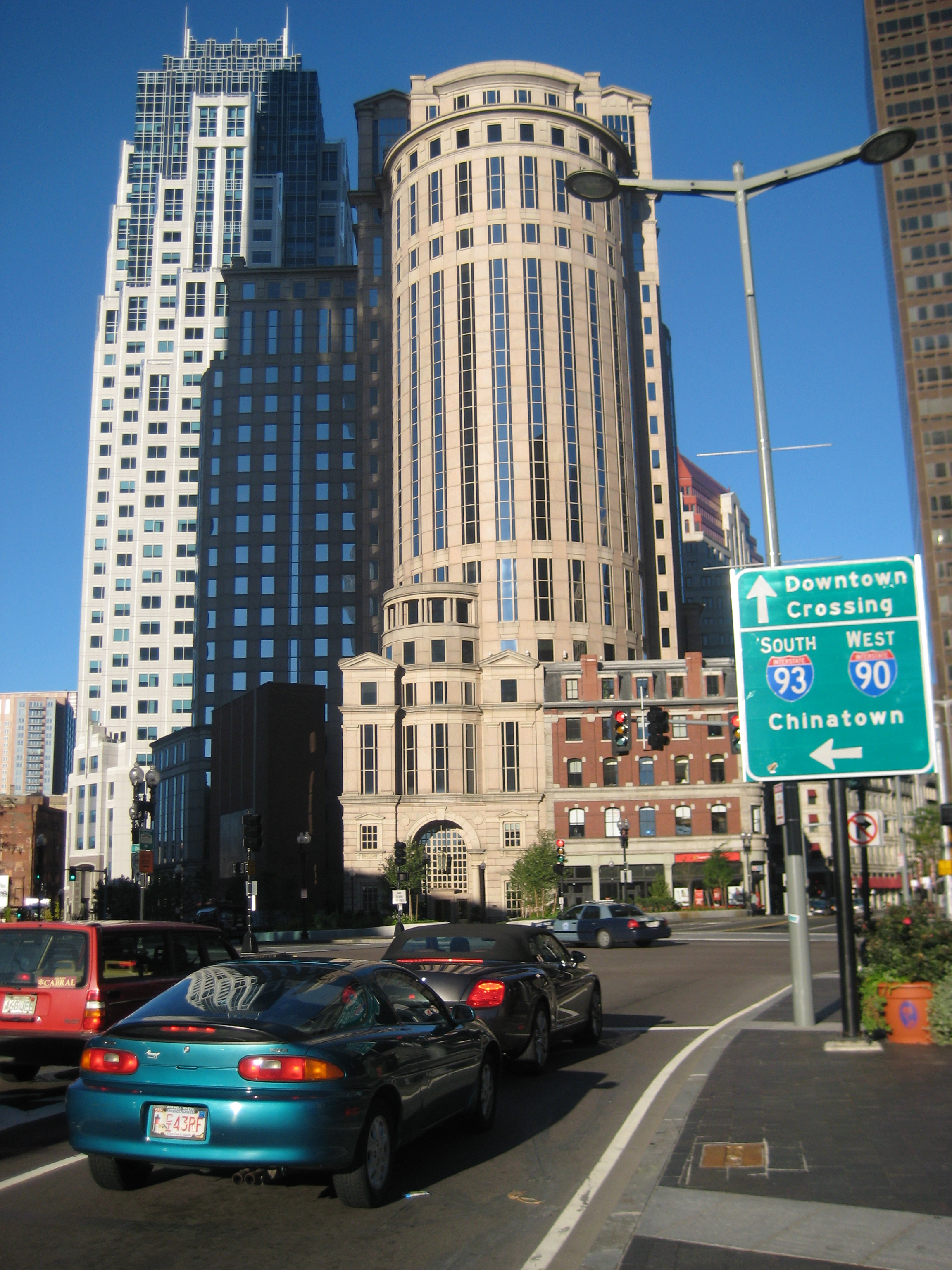
Biểu dấu tại khu tài chính của thành phố Boston chỉ dẫn đi đến khu vực mua sắm Downtown Crossing, Phố Tàu, Xa lộ Liên tiểu bang 93, và Xa lộ Liên tiểu bang 90.

Ngay khi quay lên hướng bắc, xa lộ I-93 có tên là Xa lộ cao tốc Southeast đi qua Quincy, Milton và phần Dorchester nằm trong thành phố Boston. Sau lối ra Đại lộ Massachusetts, I-93 có tên chính thức là Xa lộ cao tốc John F. Fitzgerald và cũng còn được biết tên là Central Artery (có nghĩa là xa lộ huyết mạch trung tâm), và đi qua bên dưới phố chính thành phố Boston. Xa lộ I-93 có một nút giao thông khác mức lớn với Xa lộ thu phí Massachusetts/Xa lộ Liên tiểu bang 90 (Lối ra 20) ngay tại phía nam phố chính của thành phố Boston. Sau nút giao thông lập thể khổng lồ này, người lái xe dùng Đường hầm Thomas P. O'Neill Jr. để đi bên dưới thành phố và rồi dùng Cầu Zakim Bunker Hill để qua Sông Charles. Hai lối ra nằm trong đường hầm nơi tốc tộc giới hạn được ấn định là 45 dặm (72 km) một giờ. Xa lộ Massachusetts 3 rời xa lộ huyết mạch ngay trước cầu Zakim qua lối ra 26, và Quốc lộ Hoa Kỳ 1 rời Xa lộ huyết mạch ngay sau cầu qua lối ra 27 (không có lối ra vào chiều hướng nam). Từ Boston đi qua phần còn lại của tiểu bang Massachusetts, Concord, NH là thành phố được ghi trên các biển chỉ dẫn treo trên cao ở chiều đi hướng bắc. Xa lộ huyết mạch kết thúc khi I-93 tiếp tục đi hướng bắc ra khỏi thành phố.
I-93 tiếp tục đi qua các khu ngoại ô phía bắc của thành phố Boston. Nó đi vào trong Woburn đến một nút giao thông lập thể thứ hai với Xa lộ Liên tiểu bang 95 và Xa lộ Massachusetts 128. Hai xa lộ vừa nói chạy trùng với nhau tại đây. Người lái xe đi hướng bắc có thể đổi đường đến I-95 chiều đi hướng bắc để sau đó đi đến tiểu bang Maine, hay vẫn tiếp tục đi trên I-93 để đến tiểu bang New Hampshire. Xa về phía bắc, tại Andover, I-93 gặp I-495, tạo thành lối vào thành phố Worcester ở tây nam và vùng duyên hải của tiểu bang New Hampshire ở đông bắc. Ngay phía nam ranh giới tiểu bang, I-93 vượt Sông Merrimack vào trong Methuen nơi nó liên đổi đường với Xa lộ Massachusetts 213, một xa lộ kết nối của I-93 và I-495. I-93 sau đó đi vào tiểu bang New Hampshire.

### New Hampshire
Xa lộ Liên tiểu bang 93 chạy trên 131 dặm (211 km) trong tiểu bang New Hampshire, khoảng hai phần ba toàn tuyến đường của nó. Phục vụ như xa lộ liên tiểu bang chính yếu tại tiểu bang New Hampshire, nó kết nối thủ phủ tiểu bang là Concord và thành phố lớn nhất là Manchester. Ngoài Concord là cái thị trấn Tilton, Plymouth, và Littleton.  I-93 có tên là Xa lộ Alan B. Shepard từ ranh giới tiểu bang Massachusetts đến Hooksett (ngay phía bắc thành phố Manchester), có tên Xa lộ thu phí F.E. Everett từ Hooksett đến Concord, và có tên Xa lộ Styles Bridges từ Concord đến ranh giới tiểu bang Vermont.
Giữa điểm cuối phía bắc của I-293 tại Hooksett và điểm đầu của I-89 tại Bow, I-93 cũng có mang điểm đầu phía bắc của Xa lộ thu phí Everett. Đây là đoạn duy nhất có thu phí trên toàn tuyến của Xa lộ Liên tiểu bang 93.
I-93 vào tiểu bang New Hampshire tại thành phố Salem. Một trung tâm chào mừng/dừng chân/vệ sinh nằm bên chiều đi hướng bắc của xa lộ ngay phía trước lối ra số 1. I-93 chỉ có hai làn xe mỗi chiều trong đoạn đường đầu tiên dài 18 dặm (29 km). Tại nơi tách ra với Xa lộ Liên tiểu bang 293 và điểm giao cắt với Xa lộ New Hampshire 101, nó được thêm vào làn thứ ba và thứ tư. I-93 và Xa lộ New Hampshire 101 chạy trùng nhau khoảng 1 dặm trước khi Xa lộ New Hampshire 101 đi thẳng về hướng nam trong vai trò một xa lộ cao tốc phục vụ thành phố Portsmouth và vùng duyên hải. I-93 giữ ba làn xe mỗi chiều cho đến điểm giao cắt với Xa lộ Liên tiểu bang 89 khi đó mỗi chiều chỉ còn lại 2 làn xe và vẫn giữ nguyên như vậy qua phần lớn đoạn đường đi lên phía bắc của nó, với chỉ một ngoại lệ là đoạn đường qua khu vực Đèo Franconia.

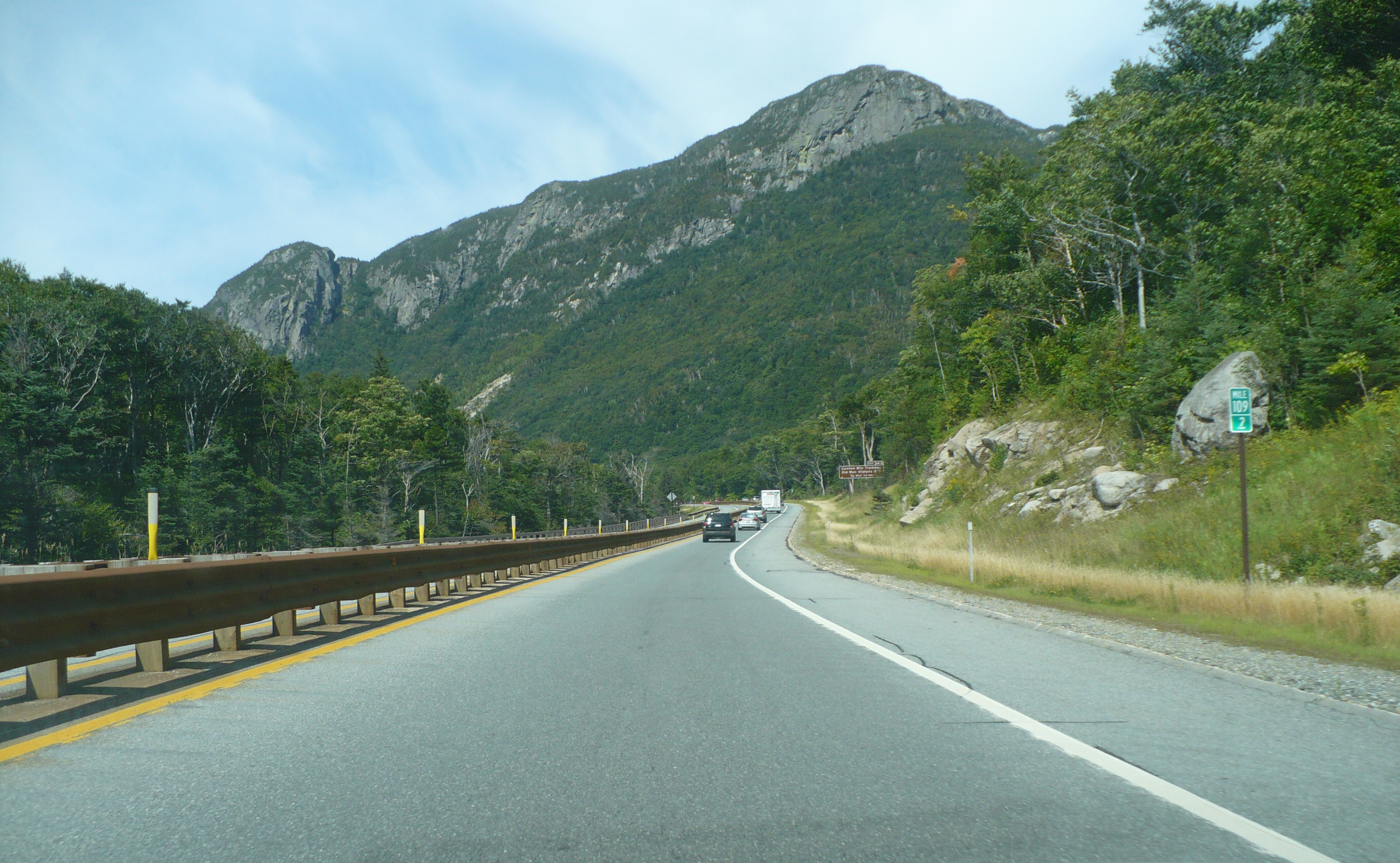
Làn xe chiều hướng bắc của Xa lộ Liên tiểu bang 93/Quốc lộ Hoa Kỳ 3 trong khu vực Đèo Franconia

Nó lại qua Sông Merrimack trước khi đi qua thủ phủ tiểu bang là Concord. Tại Concord, Xa lộ Liên tiểu bang 393 đi thẳng về hướng đông (được cắm biển chung với Quốc lộ Hoa Kỳ 4 và Quốc lộ Hoa Kỳ 202), cung cấp một con đường khác đi đến vùng duyên hải. Quốc lộ Hoa Kỳ 4 hướng tây nhập vào và chạy trùng với I-93 cho đến lối ra 17 đi về Penacook nằm khoảng 5 dặm (8,0 km) xa về phía bắc trước khi đi ra về hướng tây. Tiếp tục hướng bắc, I-93 đi qua vùng du lịch Hồ Winnipesaukee và đi lên hướng bắc qua trung tâm Vùng Dải núi White. I-93 đi qua Công viên Tiểu bang Đèo Franconia như một xa lộ công viên với 1 làn xe mỗi chiều. Đoạn này có giới hạn tốc độ là 45 dặm Anh trên giờ (72 km/h). Đoạn đường qua khu vực Đèo Franconia, I-93 và Quốc lộ Hoa Kỳ 3 chạy trùng nhau.
Bên ngoài Công viên Tiểu bang Đèo Franconia, Quốc lộ Hoa Kỳ 3 đi hướng đông bắc qua Vùng Great North Woods trong khi đó I-93 chạy lên hướng tây bắc. Thị trấn cuối cùng dọc theo I-93 tại tiểu bang New Hampshire là Littleton được phục vụ với ba lối ra. Sau khi đi qua thị trấn này, xa lộ qua Sông Connecticut vào tiểu bang Vermont. Lối ra cuối dọc theo I-93 là lối ra 44 đi đến Monroe.

### Vermont

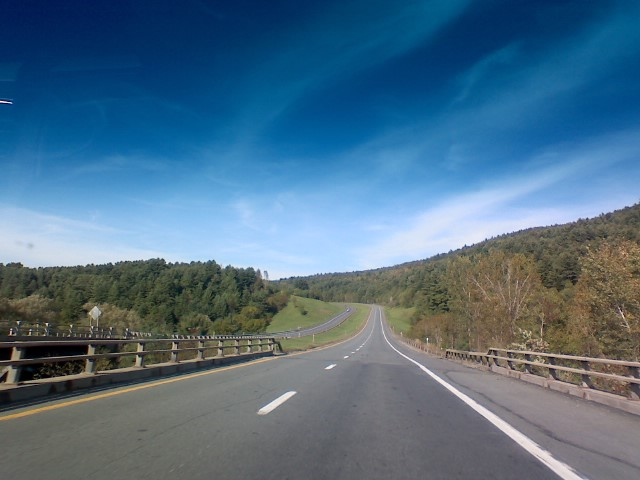
I-93 chiều hướng nam tại Lộ Hudson thuộc thị trấn St. Johnsbury, VT

Xa lộ Liên tiểu bang 93 chạy chỉ khoảng 11 dặm (18 km) trong tiểu bang Vermont với chỉ một lối ra mang số trước khi kết thúc tại nút giao thông lập thể với Xa lộ Liên tiểu bang 91 trong thị trấn St. Johnsbury. Một trung tâm chào mừng/nghĩ chân/vệ sinh nằm dọc theo chiều đi hướng bắc của xa lộ dành cho người du hành đi vào từ tiểu bang New Hampshire. Vài dặm cuối cùng của xa lộ liên tiểu bang I-93, ngay trước điểm cuối của nó, thật sự rẻ theo hướng tây nam. Xe cộ đi về hướng Canada có thể dùng I-91 chiều hướng bắc để đi đến cửa khẩu biên giới tỉnh bang Quebec nằm tại điểm kết thúc của xa lộ. Đoạn đường của I-93 trong tiểu bang Vermont chạy song song với cả Quốc lộ Hoa Kỳ 2 và Xa lộ Vermont 18.

## Các xa lộ phụ
- Manchester, tiểu bang New Hampshire—I-293: phần cực nam nhất của xa lộ giữa I-93 và Xa lộ thu phí Everett trước đây từng là Xa lộ Liên tiểu bang 193.
- Concord, tiểu bang New Hampshire—I-393